# IC 3628
IC 3628 је појединачна звијезда у сазвјежђу Береникина коса која се налази на листи објеката дубоког неба у Индекс каталогу.
Деклинација објекта је + 26° 14' 25" а ректасцензија 12h 39m 38,8s.